# 薄葉大陰地蕨
薄葉大陰地蕨（学名：Botrychium formosanum）为瓶爾小草科陰地蕨屬下的一个种。

## 扩展阅读
- 維基物種上的相關：薄葉大陰地蕨